# Sugarang Bayu
Sugarang Bayu is een bestuurslaag in het regentschap Simalungun van de provincie Noord-Sumatra, Indonesië. Sugarang Bayu telt 2713 inwoners (volkstelling 2010).